# Troja (řeka)
Troja je nevelká řeka ve vojvodstvích opolském i slezském na jihu Polska v pohoří Opavská pahorkatina (Płaskowyż Głubczycki). Je pravým a nejdelším přítokem Psiny. Na řece Troji leží město Ketř.

## Popis toku řeky a historie
Řeka pramení v Powiatu głubczyckém v Přírodním parku Rajón Mokré – Levice. Řeka protéká řadou vesnic Hlubčického okresu a částí Slezského vojvodství, kde má svoje ústí. Je periodickou řekou, napájenou podzemními vodami, její hladina se však zvedá v důsledku srážek a tání. Pramen Troji se nachází u Petrovic poblíž Krnova, řeka sama nemá významných přítoků; jde většinou o větší potoky a strouhy.
V roce 1997 bylo provedeno prohloubení a rozšíření koryta řeky, díky tomu při tisícileté vodě v roce 2007 řeka nevystoupila z břehů, třebaže dříve opakovaně zaplavovala část města Ketř (naposledy v letech 1995–1999).
U vsi Włodzienin (Vladěnín) byla v roce 2006 vybudována retenční nádrž Włodzienin (polsky zbiornik retencyjny Włodzienin), neboť při velkých dešťových srážkách nebo náhlých záplavách dochází k prudkému nárůstu množství vody v korytě. Nádrž bude chránit před povodněmi území dolního toku Troji, má zajistit bezpečí obyvatel v této oblasti a zamezit přílivu velkého množství vod do Odry v době vysokého stavu vody; v nádrži se dnes chovají ryby. Nezanedbatelné bude i využití turistické, ale dnes je v ní koupání zakázáno, protože okolní vsi nemají vybudované kanalizace s čističkami a splašky tečou přímo do retenční nádrže.

## Přítoky
- Pravé – Wierzbiec, Glinik, Kałuża (Dopływ z Posucic, něm. Kaluscha) + Potok Jędrychowicki, Morawa (Morawka), Potok Rozumicki.

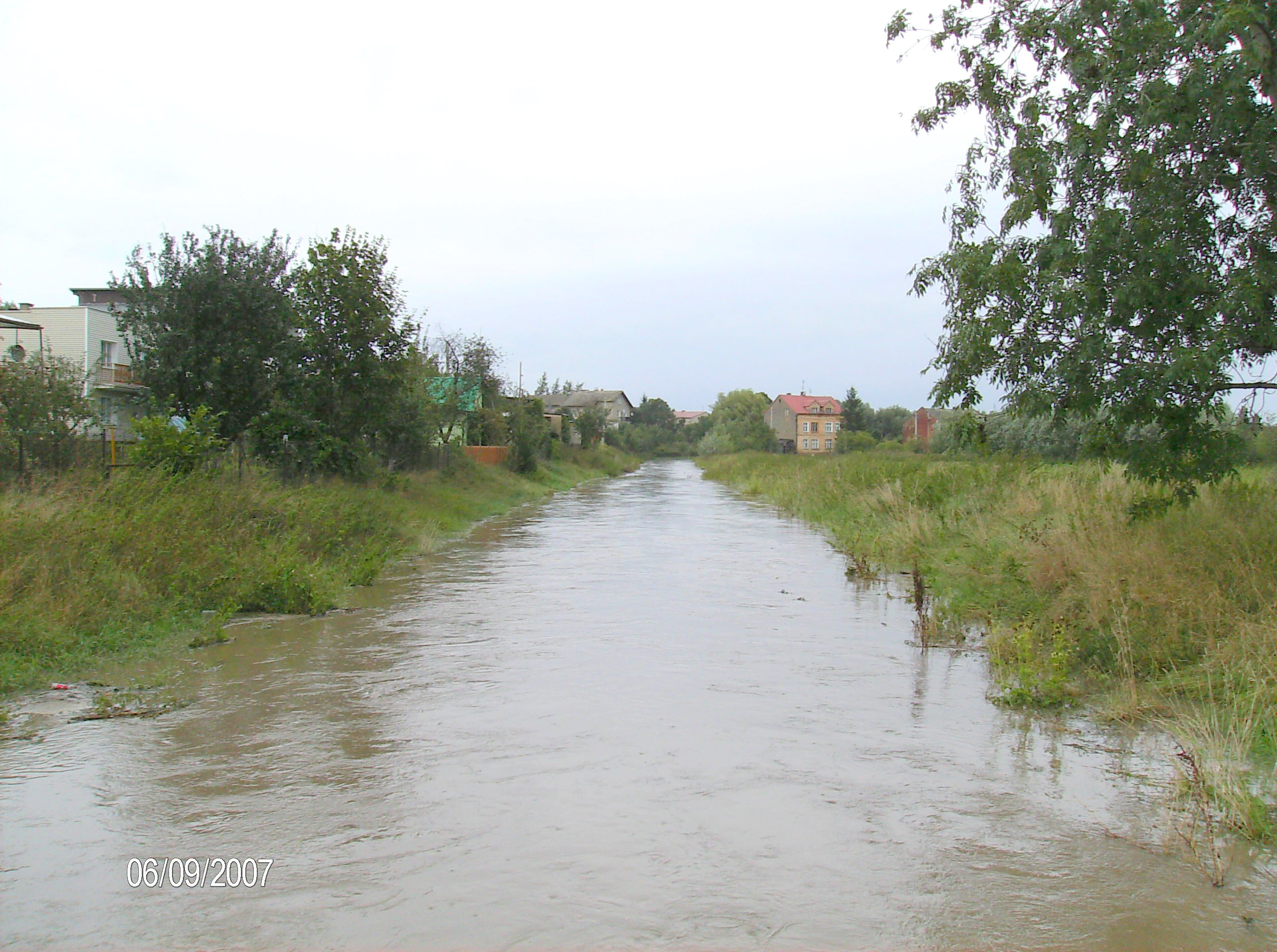
Řeka Troja v Ketři po intenzivních dešťových srážkách v září 2007
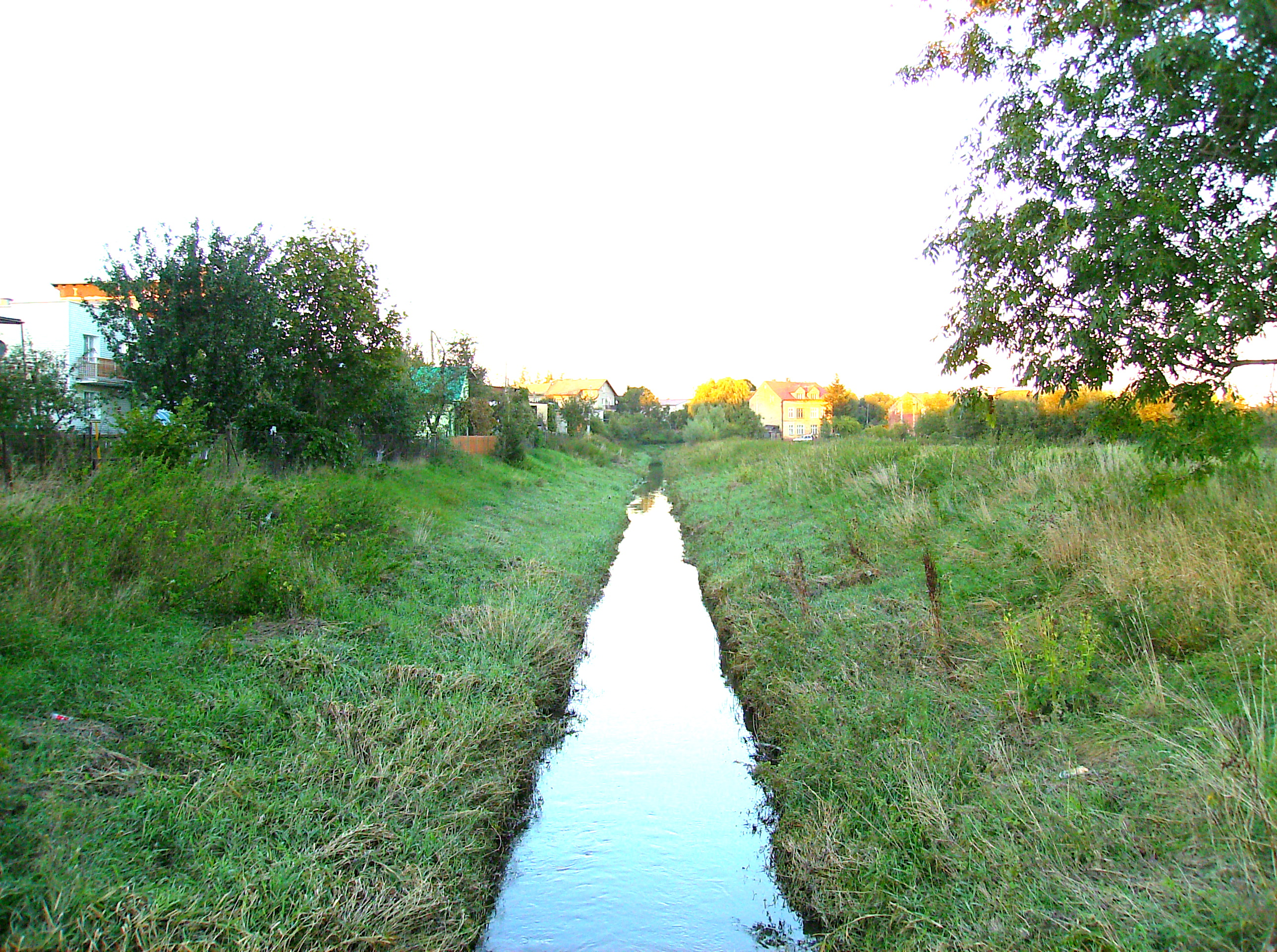
Troja v Ketři
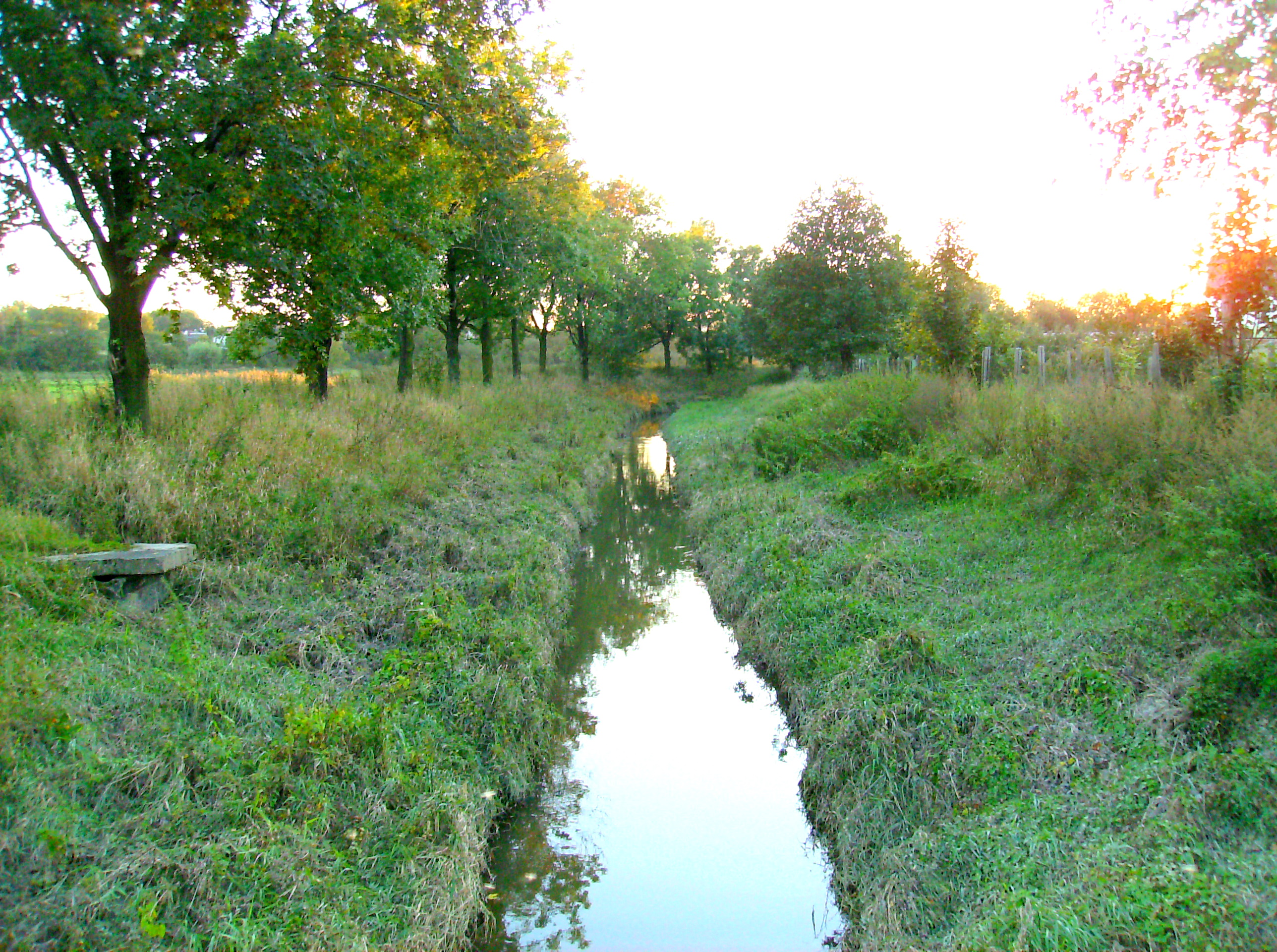
Troja v Ketři 2
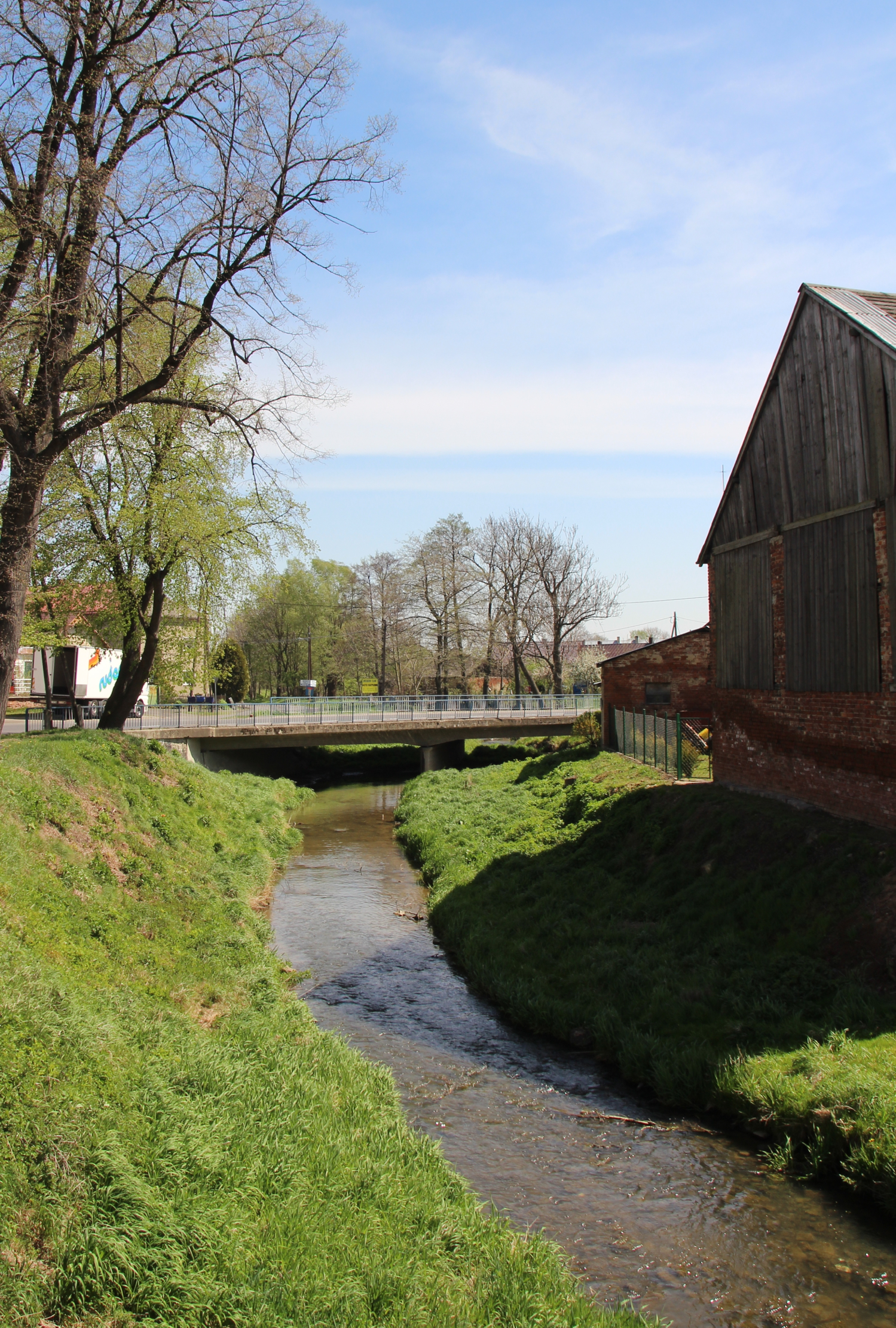
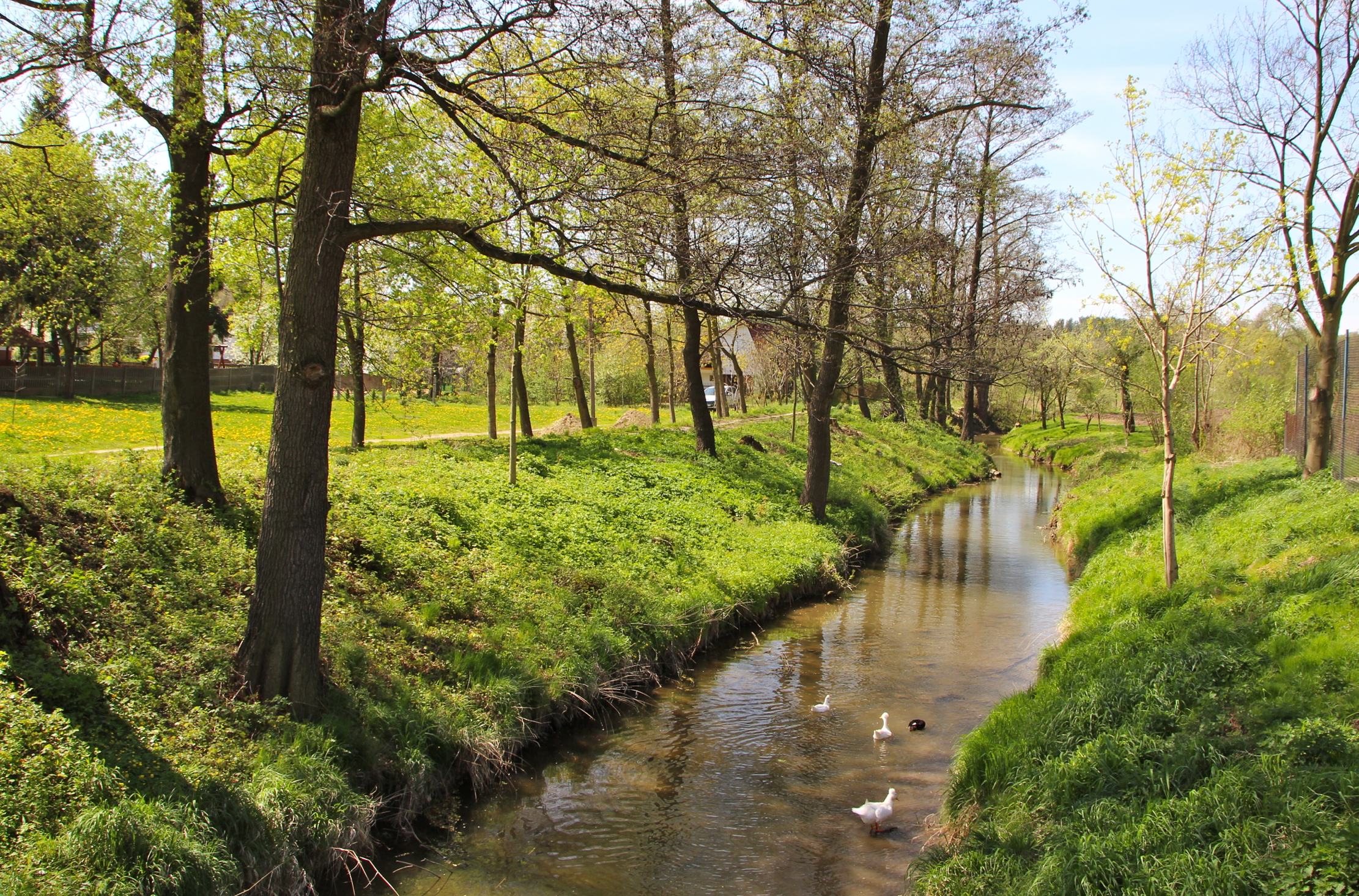